# 永野若松
永野若松（日语：／ Nagano Wakamatsu，1898年5月7日—1977年3月30日），日本政治人物，以長崎原子彈爆炸期時的長崎縣知事而為人所知。
出生在福岡縣北九州市小倉區，自東京帝國大學畢業後進入內務省工作。歷任厚生省勞政課長、警視廳刑事部長、警視廳特高部長、內務省保安部長、福井縣知事、東海地方協議會參事官、內務省防空總本部總務局長。
1945年4月21日，永野若松被任命為長崎縣知事。8月6日，廣島原子彈爆炸，途徑廣島的眾議院議員西岡竹次郎親眼目睹了廣島的慘狀，回到長崎後，他於8月8日夜將其告訴了永野。經過與警方的討論後，永野認為原子彈下一個投放地很有可能是長崎，因此於翌日，他在位於長崎市的立山防空洞中召集縣防空本部的幹部開會，討論「新型炸彈」災害時的應對措施。就在這時長崎遭遇原子彈襲擊。永野若松等人距離爆炸中心2.7公里，隔著金毘羅山，且他們在防空洞中，因此未被直接被爆，僅僅是防空洞內暫時停電而已。此時長崎縣廳等行政機構所在的舊市區沒有受到大的破壞，而爆炸中心浦上地區的慘狀沒能傳到防空本部，因此永野若松透過電報，向九州地方總監府報告稱：「與廣島相比，長崎的損失非常輕微，死者和房屋損壞也非常少。」直到一個多小時後，他才從長崎市長岡田壽吉等人那裏得知了市區的慘狀，並發出11份緊急報告。
此後永野負責致力於恢復受災地區，並指揮對被爆者的救援。因曾擔任過特高部長，他於1946年1月25日被駐日盟軍總司令部下令剝奪公職，並解除長崎縣知事職務。1951年8月6日解除追放命令。在1952年的第25屆日本眾議院議員總選舉中以無黨籍候選人身份參選，但落敗。此後擔任新日本證券顧問等職。1977年因急性肺炎去世。